# Flashmob (album)
Flashmob è il secondo album dell'artista francese Vitalic. L'album uscì il 25 settembre 2009, PIAS Recordings.

## Tracce
1. See The Sea (Red) – 4:05
2. Poison Lips – 2:54
3. Flashmob – 4:28
4. One Above One – 3:41
5. Still – 5:24
6. Terminateur Benelux – 3:51
7. Second Lives – 4:25
8. Allan Dellon – 3:11
9. See The Sea (Blue) – 4:05
10. Chicken Lady – 3:27
11. Your Disco Song – 3:38
12. Station Mir 2099 – 4:29
13. Chez Septime – 0:31

In Giappone inoltre vennero pubblicate due tracce bonus: Bluesy Tuesday e Nobody Listens to Techno.